# Stepan Badalov
Stepan Tigranovich Badalov (nacido el 26 de agosto de 1919 en Türkmenabat; fallecido el 17 de junio de 2014 en Taskent) fue un mineralogista y geoquímico soviético y uzbeko, Doctor en Ciencias Geológicas y Mineralógicas (1962) y Profesor (1968). Fue un Científico Meritorio de la República de Uzbekistán y Miembro Honorario de la Sociedad Mineralógica Rusa. Se le considera el fundador de la geoquímica de isótopos.

## Vida
Stepan Badalov nació el 26 de agosto de 1919 en la ciudad de Chorjou, en el seno de una familia de trabajadores de servicios. Su infancia la pasó en las ciudades de Kogon y Qo‘qon
.
En junio de 1941, se graduó de la Facultad de Minería del Instituto Industrial de Asia Central en Taskent, con especialización en geología y exploración de recursos minerales.
Desde julio de 1941 hasta mayo de 1945, participó en la Guerra Germano-Soviética (en 1942 como técnico-intendente de 2.ª clase) y combatió en los frentes de Stalingrado, el cuarto ucraniano y el Báltico.
A partir del 1 de junio de 1946, trabajó en el Instituto de Geología de la Academia de Ciencias de la RSS de Uzbekistán (más tarde rebautizado como Instituto de Geología y Geofísica de la Academia de Ciencias de la RSS de Uzbekistán; Instituto de Geología y Geofísica nombrado en honor a Khabib Abdullaev de la Academia de Ciencias de la República de Uzbekistán). Recorrió el camino desde estudiante de posgrado hasta jefe del laboratorio de ciclos y procesos geoquímicos.
En 1950, defendió su tesis de candidato bajo la supervisión del académico A. S. Uklonsky sobre el tema "Mineralogía del depósito de uranio-vanadio Temir-Kabuk (flanco norte de las montañas Nuratinskiy)". En 1962, defendió su tesis doctoral sobre el tema "Mineralogía, Geoquímica y Características Genéticas de los Depósitos Endógenos del Distrito de Minerales de Almalyk".
Durante más de 40 años, enseñó geoquímica y mineralogía en la facultad de geología de la Universidad Estatal de Taskent.
En 1969, creó el "Sistema Periódico de Protoisótopos de Elementos Químicos" con su alternancia según los pesos atómicos. Identificó alrededor de 540 isótopos para 81 elementos químicos estables, de los cuales 270 eran estables. 
Fue el director científico de 4 tesis doctorales y 42 tesis de candidatos, incluyendo postgraduados de Vietnam, Mali y Afganistán. Fundó una escuela científica en el campo de la mineralogía y geoquímica de depósitos.